# تائیس آرائوژو
تائیس آرائوژو (به انگلیسی: Taís Araújo) (زاده ۲۵ نوامبر ۱۹۷۸) بازیگر، مدل برزیلی است.